# Ortobrannerite
L'ortobrannerite è un minerale.